# Rana brama
Espèce
Synonymes
- Fejervarya brama (Lesson, 1834)

Statut de conservation UICN

 DD  : Données insuffisantes
"Rana" brama est une espèce d'amphibiens de la famille des Dicroglossidae. Depuis la redéfinition du genre Fejervarya, il est évident que Rana brama n'appartient pas à ce genre mais aucun autre genre n'a pour l'instant été proposé de manière formelle. Il s'agit de Fejervarya brama (Lesson, 1834) pour amphibiaweb.

## Répartition
Lors de sa description, seule la mention « Bengale » a été notée, sans aucune référence à une localité précise. Ce qui peut actuellement correspondre soit au Bangladesh, soit à l'Inde. Aucune population sauvage n'est actuellement connue.

## Publication originale
- Bélanger, 1834 : Voyage aux Indes-Orientales, par le nord de l'Europe, les provinces du Caucase, la Géorgie, l'Arménie et la Perse, suivi de détails topographiques, statistiques et autres sur le Pégou, les Isles de Java, de Maurice et de Bourbon, sur le Cap-de-bonne-Espérance et Sainte-Hélène, pendant les années  1825, 1826, 1827, 1828, 1829, p. 291-336.